# Hospital Regional de Alta Especialidad de la Península de Yucatán
El Hospital Regional de Alta Especialidad de la Península de Yucatán es una institución de asistencia pública perteneciente a la Secretaría de Salud de México, forma parte de la red de hospitales de alta especialidad que prestan salud pública en el territorio nacional, se encuentra ubicado en la Calle 7 Núm. 433 por 20 y 22 Fraccionamiento Altabrisa en Mérida, Yucatán, en las coordenadas 21°01′14″N 89°34′58″O / 21.020509, -89.582766.

## Servicios médicos

### Especialidades y subespecialidades
El Hospital Regional de Alta Especialidad de la Península de Yucatán cuenta con más de 28 especialidades, subespecialidades y servicios.
| - Algología - Angiología - Cardiología Adultos - Cardiología Pediátrica - Cirugía Bariátrica y Endocrina - Cirugía Cardiovascular y Torárica - Coloproctología - Gastrocirugía - Hematología - Medicina interna - Neurocirugía - Oncología Quirúrgica - Psiquiatría - Urología | - Cirugía Plástica y reconstructiva - Endocrinología - Gastroenterología - Hemodiálisis (Previa valoración médica) - Hemodinamia - Hospitalización - Nefrología - Neumología - Neurología - Oftalmología - Otorrinolaringología - Quimioterapia (Previa valoración médica) - Quirófanos - Terapia intensiva |

## Galería

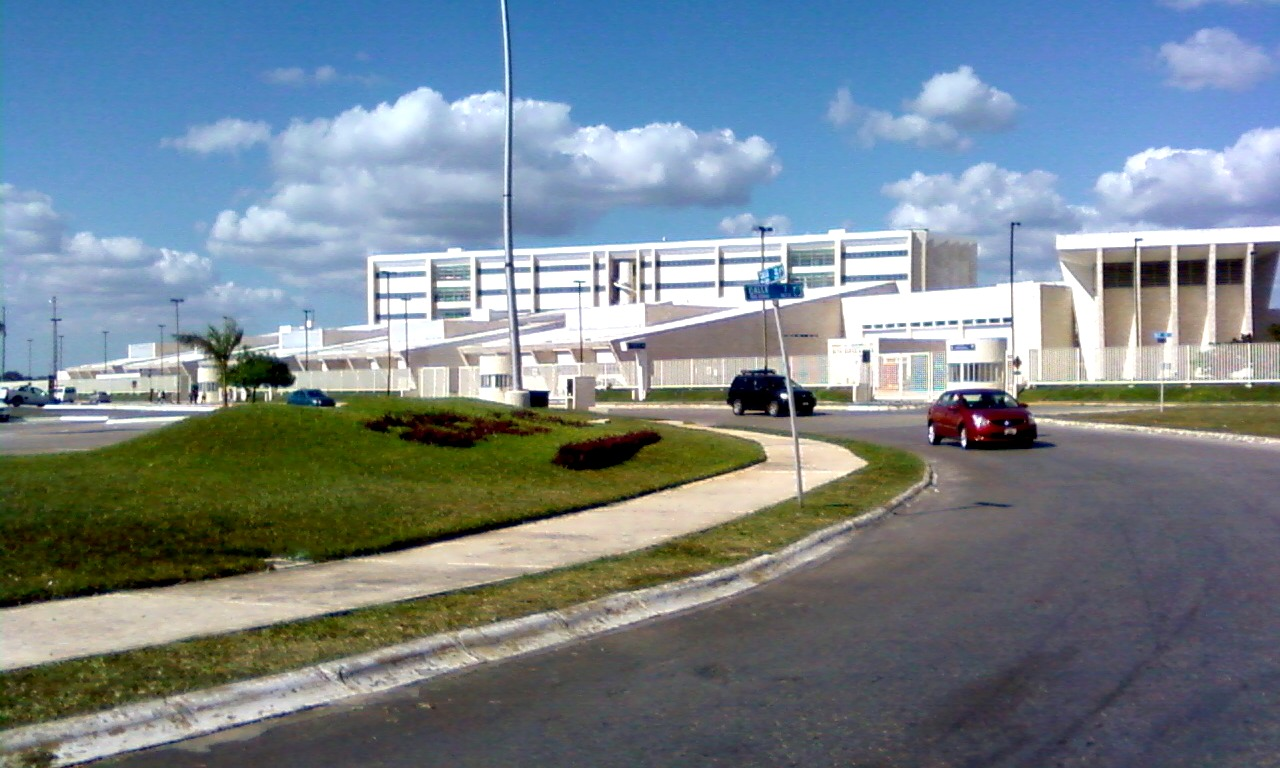
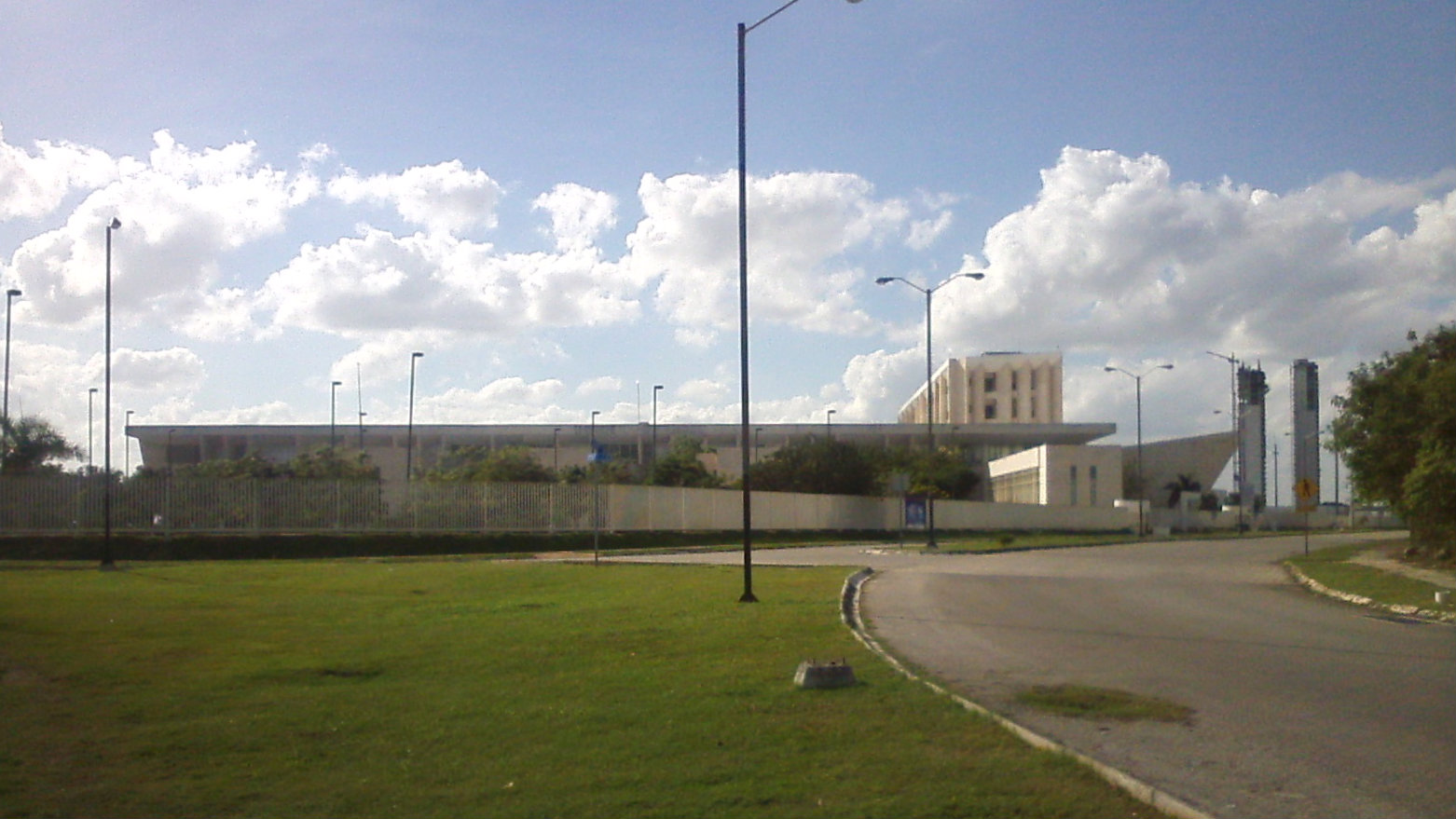